# Agréable (1671)
L’Agréable, en service de 1672 à 1715, est un navire de ligne à deux-ponts de 56 à 66 canons de la Marine royale française.
Sa carrière exceptionnellement longue s’explique par ses qualités nautiques. Il est intensément utilisé au combat lors des trois grands conflits que mène le roi Louis XIV contre les puissances navales (Espagne, Hollande, Angleterre), il participe également à la lutte contre les Barbaresques et à des missions de défense des intérêts français aux Indes orientales et occidentales.
Il est construit en 1670-1671 à Toulon sous la direction du maître charpentier Laurent Coulomb. Il se nomme d’abord Le Glorieux, mais est rebaptisé l’année de son lancement.

## La place del’Agréabledans la flotte de Louis XIV

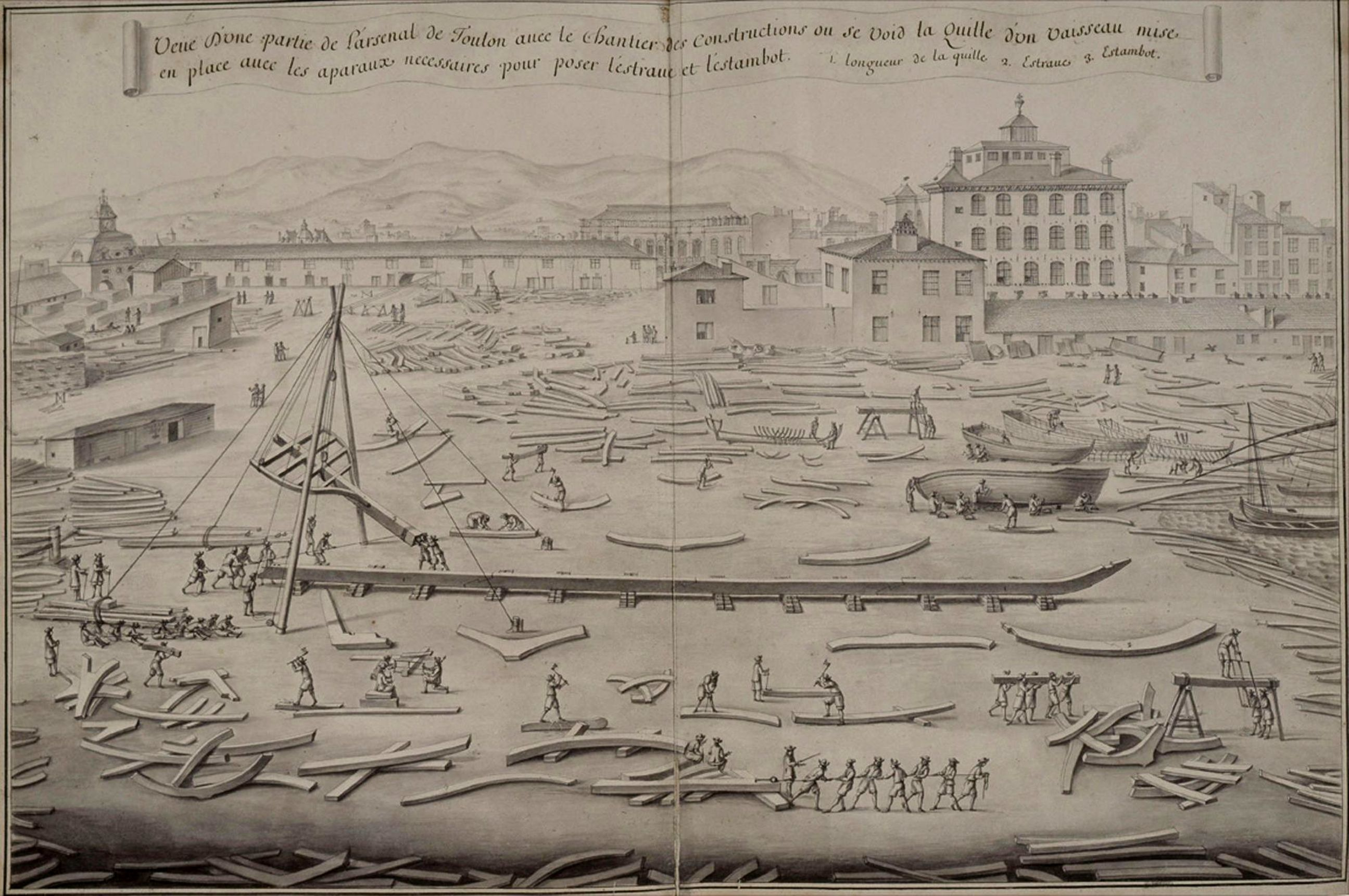
Le montage d’un vaisseau à l’arsenal de Toulon à l’époque où l’Agréable y est construit (Illustration extraite de l’Album de Colbert).

L’Agréable fait partie de la première marine de Louis XIV, c'est-à-dire celle des débuts du règne, construite par Colbert entre 1661 et 1771. L’Agréable compte parmi les cent-six navires lancés de 1661 à 1671 qui permettent à la flotte de quadrupler ses effectifs, soit cent-vingt-trois vaisseaux et frégates.
Son armement, donné à 56 canons à son lancement, est régulièrement élevé à 60-62 pièces et a pu monter jusqu’à 66 pièces (en 1693) si on suit les archives. Il se répartit approximativement de la façon suivante :
- le premier pont, porte vingt-deux ou vingt-quatre pièces de 24 livres, ce qui le donne probablement percé à 12 sabords (dont un régulièrement non-utilisé) ;
- le second porte vingt-quatre ou vingt-six pièces de 12 livres, ce qui le donne probablement percé à 13 sabords (dont un régulièrement non-utilisé) ;
- les gaillards portent dix ou douze canons de 4 ou 6 livres, (sans qu’il soit possible de connaitre leur répartition exacte sur l’avant ou l’arrière).

Cette artillerie correspond à peu près à la moyenne d’armement des navires de ligne français de l’époque qui tourne autour de 56-58 pièces en 1671 (contre 40-42 en 1661). En 1669-1670, la France adopte le système anglais de classement par rang des vaisseaux, suivant l’importance de leur artillerie, ce qui vaut à l’Agréable de se retrouver dans le groupe des « 3e rang ». Avec trente-cinq unités de ce type en 1672, il fait partie de la catégorie la plus fournie de la flotte (contre onze unités de 1re rang, vingt-deux de 2e rang et vingt-trois de 4e rang).
Lancé le 14 juin 1671 sous le nom de Glorieux, il est rebaptisé l’Agréable dix jours plus tard. C’est une décision du roi qui touche quarante-et-un autre vaisseaux afin de leur donner un nom en conformité avec leur rang et l’idée qu’il se fait alors de sa grandeur. L’appellation Glorieux passe à un vaisseau plus puissant de 2e rang, le qualificatif « agréable » correspondant à une vertu du souverain venant après celles mettant en valeur ses qualités familiales et militaires. À son lancement, l’Agréable est mené par un équipage de 350 hommes encadré par 5 officiers, chiffre rapidement porté à 7. En fin de carrière, le vaisseau embarque jusqu’à 400 hommes.
Un rapport rendu en 1677 après trois années de campagne le déclare « fort de bois, fin de voile, propre en corps d'armée » (c'est-à-dire propre à servir en escadre pour ce que dit la dernière partie du rapport) . Un rapport plus tardif (1696 ; il a déjà 24 ans) lui accorde la vitesse, très élevée pour l’époque, de 6 nœuds. C’est donc un bon — voire un très bon — vaisseau de guerre, ce qui explique sa longue carrière dans la flotte royale.[réf. nécessaire]

## La carrière del’Agréable(1671 - 1717)

### La guerre de Hollande (1672 – 1678)

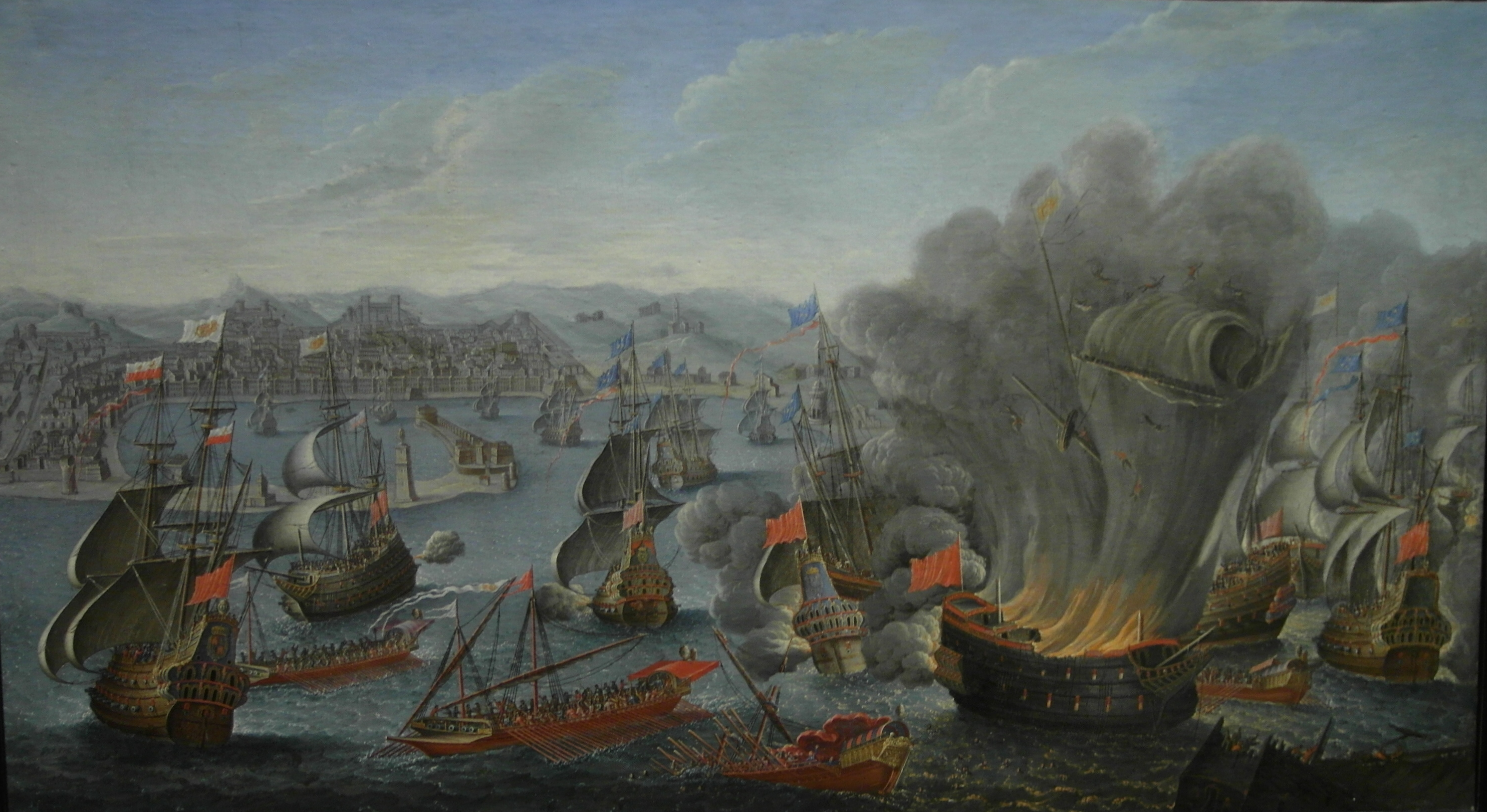
La bataille de Palerme, en 1676, à laquelle participe l'Agréable.

Le navire entre en service presque en même temps que commence la guerre avec la Hollande, en 1672. Cependant, il n’y est pas immédiatement engagé, car en 1672-1673 le plus gros des opérations navales se déroulent en mer du Nord, mobilisant pour l’essentiel les escadres de Brest et de Rochefort coalisées avec la Royal Navy. L’Agréable étant en poste à Toulon, il reste à quai et n'est pas concerné par les quelques renforts qui furent envoyés en 1673 sur ce théâtre d’opération. Tout change en 1673 avec l’entrée en guerre de l’Espagne (contre la France) et de la révolte de Messine (contre l’Espagne). Les Messinois, depuis la Sicile, demandant l’aide de Louis XIV contre leur maître espagnol, la guerre déborde en Méditerranée, mobilisant progressivement l’escadre de Toulon.
Louis XIV accepte de secourir la ville assiégée par l’armée et le flotte espagnole. Fin 1674, il y envoie, sous les ordres du chef d’escadre Valbelle, une petite force de six vaisseaux, avec un peu de ravitaillement en blé. L’Agréable, y joue le rôle de navire amiral. La mission qui est accomplie avec succès (27 septembre 1674). Les Espagnols ne desserrant pas leur étreinte, un deuxième secours est décidé, toujours sous les ordres de Valbelle, mais passé sur le Pompeux. Elle se compose de six vaisseaux, trois brûlots, une frégate et sept transports chargés de vivres. Parmi eux se trouve l’Agréable, qui est maintenant placé sous le commandement du chevalier d’Ailli. Partie de Toulon le 18 décembre, cette force arrive devant Messine le 1er janvier 1675. La place est bloquée par vingt-deux vaisseaux et dix-neuf galères, mais Valbelle décide de forcer le passage. L’Agréable est donc engagé au feu pour la première fois lors du combat du Pharo, le 3 janvier. Il est en 5e position sur la ligne française. Les Espagnols de Melchior de La Cueva, surpris et impressionnés par le tir et la manœuvre française, ne peuvent empêcher l’escadre de passer et de ravitailler la ville. L’Agréable reste ensuite à l’ancre dans la ville avec les autres vaisseaux alors que d’autres renforts étaient annoncés. Le 7 février 1675, il débarque une partie de son équipage avec celui du Pompeux pour assurer la défense des forts.
Ses renforts se présentent au matin du 11 février aux ordres du duc de Vivonne et Duquesne, (avec neuf vaisseaux, une frégate, trois brûlots escortant un convoi de blé). Melchior de la Cueva, désireux d’effacer l’affront du mois précédent, les attaque aussitôt avec vingt vaisseaux et seize galères. Après quatre heures d’une bataille très dure, la situation est encore indécise lorsque Valbelle, attiré par le son du canon, sort de Messine avec quatre de ses six vaisseaux pour tomber sur les arrières des Espagnols qui sont contraints de virer de bord. Parmi eux se trouve l’Agréable qui attaqua les galères du marquis del Viso, les forçant à abattre leur voilure pour fuir à toutes rames vers Milazzo. Ayant rejoint l’escadre de Vivonne et Duquesne, l’Agréable participe à la poursuite des Espagnols qui fuient vers les îles Lipari. Il contribue à faire échouer une tentative de reprise du combat par ces derniers à la nuit tombante. L’escadre française entre ensuite dans Messine alors que les Espagnols se replient sur Naples.
Après cette victoire, l’Agréable continue d’opérer dans les eaux d’Italie du sud où les Espagnols ont reçu, en juillet, le renfort d’une grosse escadre hollandaise. Alors que les plus gros vaisseaux ont été renvoyés sur Toulon par Vivonne, il reste à Messine dans la petite force de dix navires qui opère sous les ordres du lieutenant général d’Alméras. L’Agréable n'est pas présent à la bataille d'Alicudi, le 8 janvier 1676, qui oppose les vingt vaisseaux de Duquesne revenant de Toulon avec du ravitaillement, aux dix-huit hollandais de Michiel de Ruyter qui est forcé de se replier. Il rejoint l’escadre le lendemain avec les neuf autres vaisseaux d’Alméras qui est venu à sa rencontre depuis Messine et qui y retournèrent avec Duquesne une fois la jonction faite.
L’armée navale de Duquesne compte maintenant trente vaisseaux, dont l’Agréable, toujours commandé par le chevalier d’Ailli. Elle sort de Messine une nouvelle fois pour se porter à la rencontre de Ruyter qui a fait sa jonction avec les vaisseaux espagnols de La Cerda (le nouveau chef espagnol) et qui dispose maintenant de vingt-neuf bâtiments de ligne plus quelques galères. Lors de la bataille qui oppose les deux escadres devant la baie d’Agosta le 22 avril 1676, l’Agréable combat en douzième position sur la ligne, c'est-à-dire au centre. Il est donc assez peu engagé dans l’affrontement, car les échanges d’artillerie les plus violents opposent les deux avant-gardes alors que les vaisseaux espagnols qui forment le centre adverse se tenaient à plus grande distance.
Cette bataille tournant à l’avantage des Français, l’escadre Hispano-Hollandaise fait retraite vers Syracuse puis Palerme pour se réparer. C’est là que le 2 juin Vivonne et Duquesne viennent l’attaquer pour la détruire au mouillage. L’Agréable fait partie de la masse de choc de neuf vaisseaux, sept galères et cinq brûlots chargée d’enfoncer les Hollandais de l’aile droite. Menée sous les ordres du chef d’escadre Preuilly d’Humières, l’opération est une réussite totale, participant ainsi activement à la victoire française qui entraine la destruction d’une large partie des bâtiments ennemis. L’Agréable repasse ensuite à Messine toujours dans l’escadre de Preuilly d’Humières puis rentre à Toulon le 16 novembre 1677. La guerre s’achevant en 1678, il y est désarmé pour quelques années.[réf. nécessaire]

### La guerre contre l’Espagne et la lutte contre les Barbaresques (1684 – 1685)

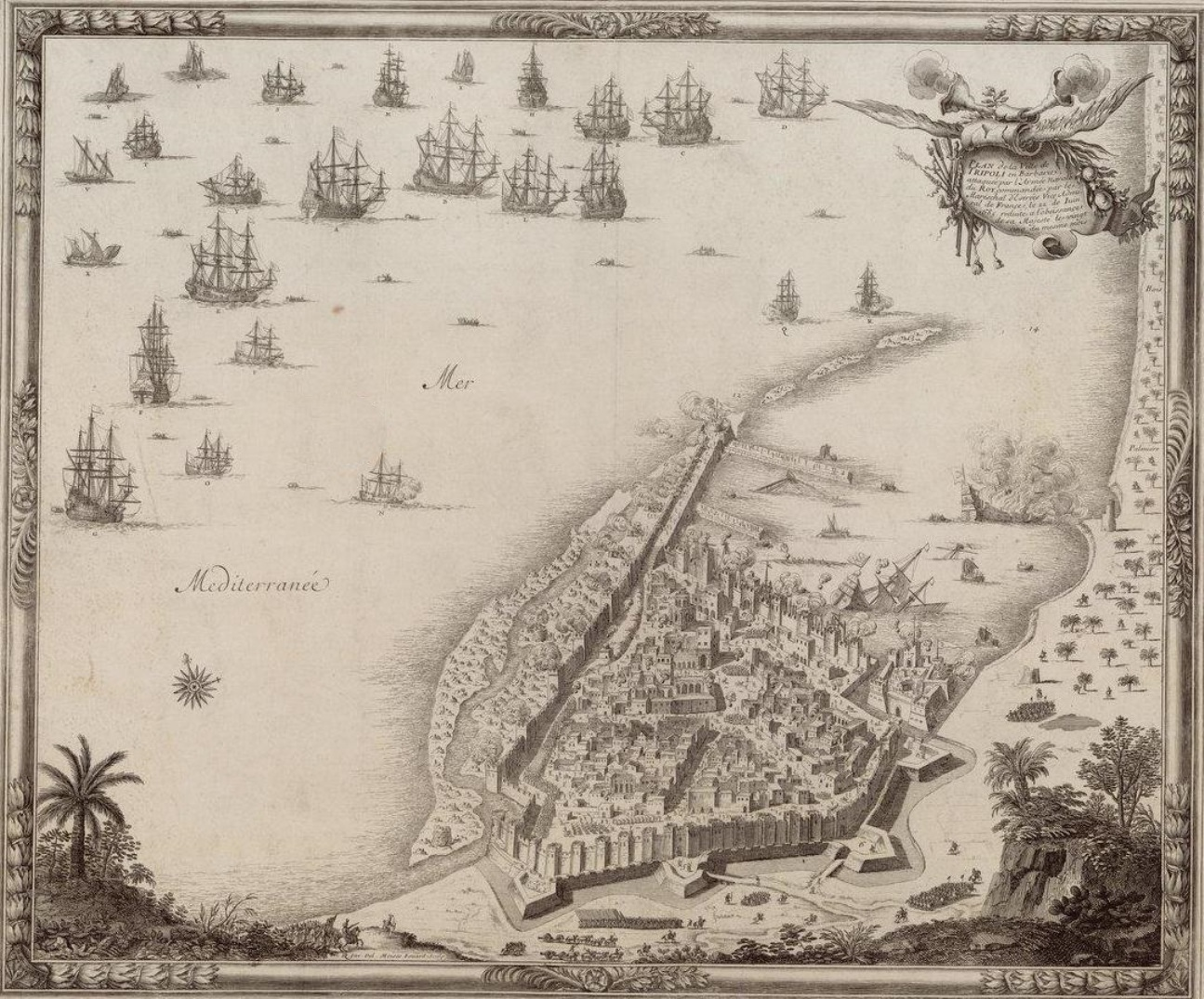
Le bombardement de Tripoli, en 1685, auquel participe l’Agréable sous les ordres de Tourville.

En août 1783, l’Agréable subit un début de radoub. En 1684, il reçoit pour commandant le capitaine de vaisseau Du Challard alors que la guerre venait de reprendre avec l’Espagne depuis quelques mois. Le vaisseau est mâté à Toulon en juillet pour être caréné puis est armé à Toulon pour rejoindre l’escadre du Levant. Il est intégré dans l’escadre de Duquesne, qui, sur l’Ardent, patrouille devant la Catalogne. La guerre s’achevant, il reçoit l’ordre de désarmer le 27 août 1684.
En 1685, Versailles décide d’une nouvelle expédition pour châtier les pirates barbaresques qui persistent à s’en prendre aux navires français qui commercent avec le Levant. La ville de Tripoli est désignée comme cible à la petite escadre confiée au vice-amiral Jean d'Estrées. Il dispose de neuf vaisseaux, cinq galiotes à bombes, quatre flûtes, deux brûlots, de quelques galiotes à rames, tartanes et autres petits bâtiments. L’Agréable, qui vient juste d’être caréné et passé en revue, en fait partie. Il est placé sous les ordres de l’étoile montante de la flotte royale : Anne Hilarion de Costentin de Tourville.
Le 19 juin, l’escadre arrive devant Tripoli. Après reconnaissances des lieux, le bombardement commença dans la nuit du 22 au 23, supervisé par Tourville et se poursuit jusqu’au 25 juin, jour où le Dey demande grâce et implora le pardon du roi de France. Après la signature d’un traité de paix, la libération des captifs chrétiens et le versement d’une rançon, l’escadre se dirige vers Tunis pour lui faire subir le même sort, mais le Dey rend immédiatement les armes, paye tribut et libère les esclaves chrétiens qui sont entre ses mains. Après ce double succès, l’expédition fait une croisière de démonstration devant Alger dont certains corsaires ont rompu le traité de paix. L’Agréable y mouille le 15 septembre. Le 20 septembre il est de retour à Toulon et est désarmé le 7 octobre après mise en quarantaine. En 1686, l’Agréable est l’objet de travaux d’entretien : son étambot est changé ainsi qu’un porque, 70 pieds de bordage et 3 courbes en fond de cale.

### La guerre de la Ligue d’Augsbourg (1688 – 1697)

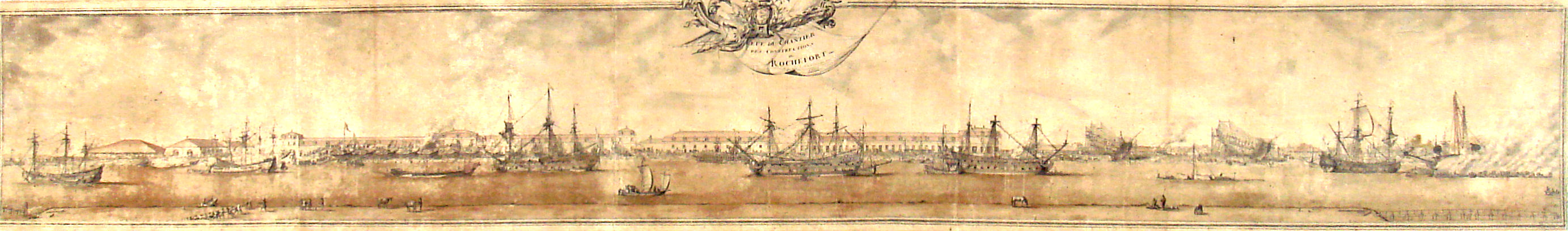
L’arsenal de Rochefort à l’époque où l’Agréable y hiverne en 1689-1690.

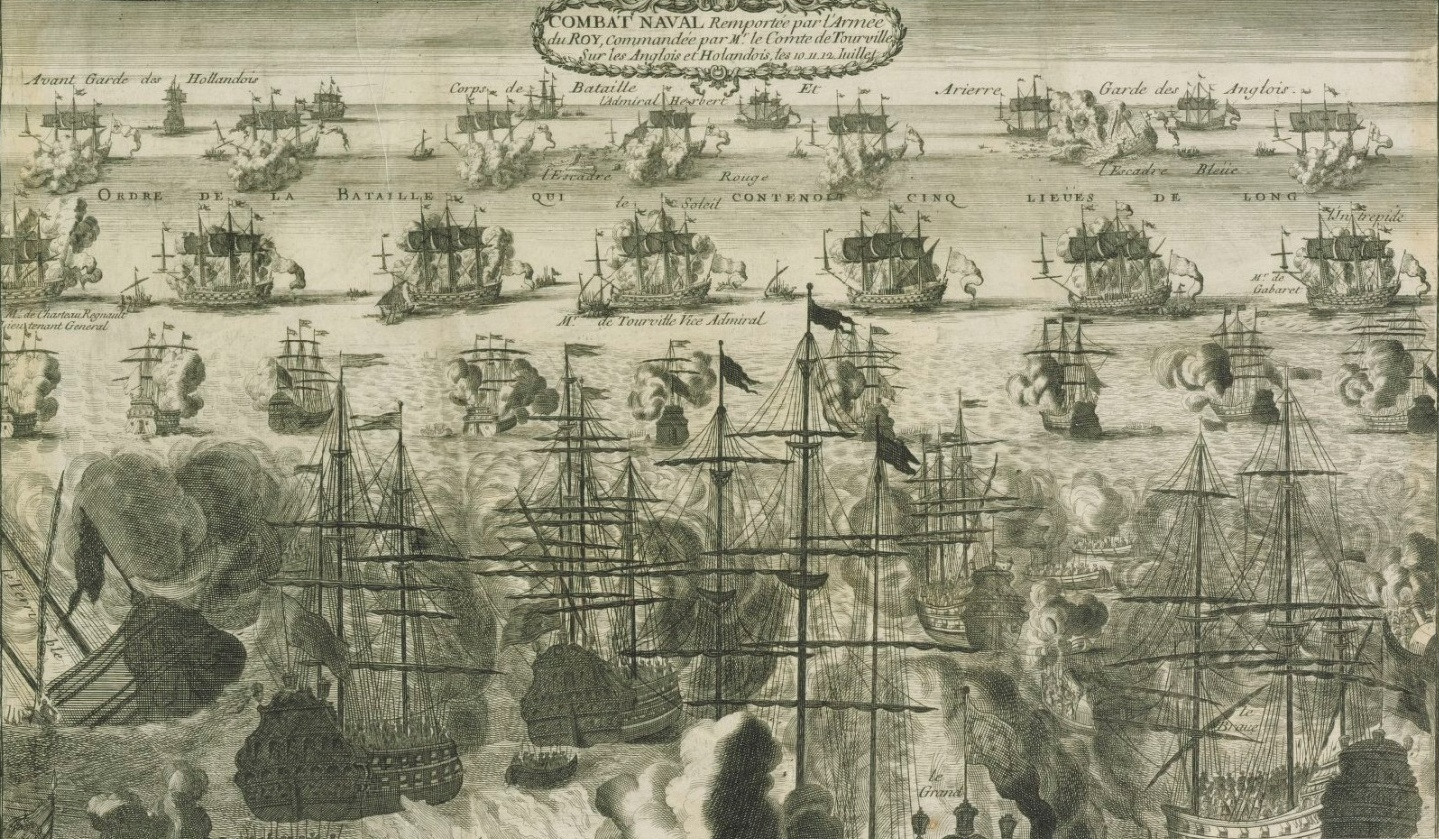
La bataille de Béveziers, en 1690, donnée pour le contrôle de la Manche.

En 1688 la guerre reprend en Europe, l’Angleterre et la Hollande se coalisant sur mer contre la France. Le plus gros des opérations navales se déroulant en mer d’Irlande et dans la Manche, l’Agréable passe dans l’Atlantique pour y renforcer l’escadre de Brest, probablement dans les vingt vaisseaux qui appareillent sous les ordres de Tourville depuis les îles d’Hyères le 9 juin 1689. Il est commandé par Jean Erard de Belle-Isle. Ce renfort réussit à passer le 4 août, malgré le blocus organisé par plus de soixante-dix vaisseaux ennemis en mer d’Iroise. Cette jonction permettant de former une armée navale de soixante-deux vaisseaux, celle-ci prend la mer le 16 août, mais sans parvenir à faire de rencontre décisive. L’ennemi étant introuvable, elle rentre à Brest le 16 septembre. Jugé incapable de tenir la mer en hiver, l’Agréable est envoyé à Rochefort pour y être désarmé avec deux autres vaisseaux. Tous quittent Brest le 22 novembre 1689 après avoir débarqués leurs gros canons et n’avoir gardé que les calibres de 8, 6 et 4 livres.
L’armement de l’Agréable, qui a été porté à 60 canons en 1689 passe à 64 pour la campagne de 1690, ce qui le met presque au niveau des vaisseaux de 2e rang. Il change aussi de commandant, la Motte-Genouillée prenant le relais d’Erard de Belle-Isle. Le 23 juin 1690, Tourville appareille à la tête de soixante-quinze vaisseaux devant s’engager dans la Manche pour en prendre le contrôle. Sur l’arrière-garde, dans les vingt-quatre bâtiments de l’escadre bleu et blanche, se trouve l’Agréable. Comme le reste de la flotte, il combat toute la journée du 10 juillet lors de la brillante victoire de Béveziers sur les forces Anglo-Hollandaises qui sont contraintes de prendre la fuite en perdant de nombreux vaisseaux. Toute idée de débarquement en Angleterre ou en Irlande ayant cependant été abandonnée, l’Agréable rentre à Brest avec les autres vaisseaux peu de temps après.
En 1691, l’Agréable fait de nouveau partie de l’armée navale qui sort de Brest le 25 juin avec soixante-douze vaisseaux pour participer à la campagne dite « du large » qui dure jusqu’au 14 août et ne connait aucune bataille car Tourville esquive toute rencontre avec les quatre-vingt-six vaisseaux ennemis lancés à sa poursuite. Il semble qu’il ait regagné ensuite Toulon avec les autres bâtiments de l’escadre du Levant. En 1692, l’Agréable n'est pas engagé dans la bataille de Barfleur, car cette même escadre (treize vaisseaux), sous les ordres de d’Estrées ne réussit pas à faire sa jonction à temps avec les forces de Tourville qui doivent se battre seules. En 1693, l’Agréable est sous le commandement du chevalier d’Arbonville. Il fait partie de l’armée navale de Tourville (soixante-douze vaisseaux) lorsqu’elle intercepte le grand convoi anglo-hollandais de Smyrne au large des côtes portugaises. Armé à 66 canons (la maximum connu dans toutes ses campagnes), il est situé au centre du dispositif (escadre blanche). 
On ne trouve plus trace, pour la suite du conflit, (qui dure jusqu’en 1697) de la participation de l’Agréable. C'est pourtant un navire adapté au changement de stratégie de Louis XIV qui a décidé en 1694 de laisser de côté la guerre d’escadre (trop coûteuse et mobilisant trop de marins) au profit de la guerre au commerce menée par des divisions composées de vaisseaux plus petits (de 3e, 4e ou 5e rang) où des frégates (en laissant à quai les plus gros de 1er et 2e rang).

### La refonte de 1697
Le vaisseau est maintenant très ancien. En 1692, les rapports le disent encore « bon voilier ». En 1696, il est déclaré « presque hors de service ». L’Agréable arrive dans sa vingt-cinquième année, âge très avancé à une époque où la moyenne des vaisseaux français n’est que de douze ans. La question de sa mise à la casse se pose, mais compte tenu de ses qualités nautiques, il est décidé de le refondre.[réf. nécessaire]
C’est une remise à niveau couteuse (beaucoup plus qu’un simple radoub), presque égale à la construction d’un nouveau vaisseau, et encore assez peu développée dans la Marine française à cette époque, contrairement à la Royal Navy qui pratique plus couramment le « rebuilt » (reconstruction). La refonte est une véritable opération à cœur ouvert qui dure des mois et consiste à remplacer la majeure partie des pièces de charpente. Elle est menée pendant l’année 1697, à Brest semble-t-il. Laurent Coulomb étant décédé en 1696, c’est le maître charpentier Rodolphe qui se charge de l’opération.
C’est à cette occasion que Jean Bérain réalise les dessins des décors de la proue et de la poupe (tableau et bouteilles) aujourd’hui conservés au Musée de la Marine. Un rapport de 1701, crédite l’Agréable d’une vitesse de seulement 4 nœuds avec un évasif « on le croit bon voilier ». L’année suivante, il retrouve sa vitesse originelle de 6 nœuds et il est décrit comme « vieux et bon voilier ». Il vient déjà de réaliser plusieurs missions loin des eaux européennes, ce qui fait la spécificité de la dernière partie de sa carrière.[réf. nécessaire]

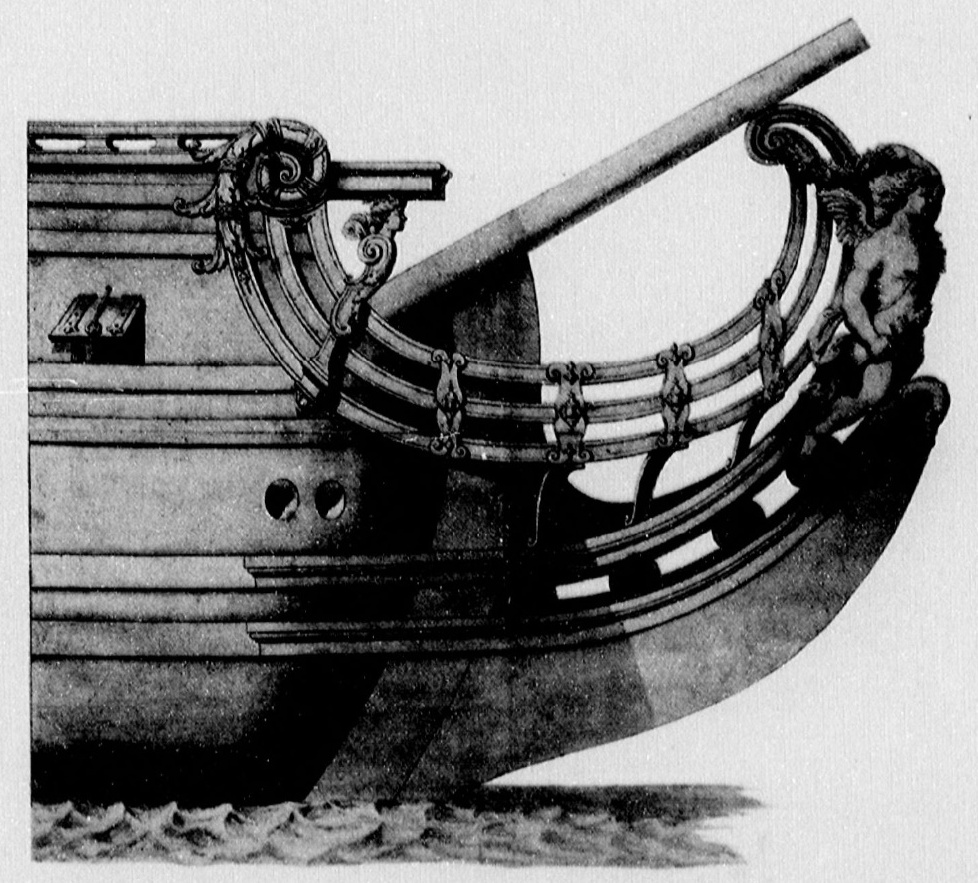
L'étrave et la figure de proue.
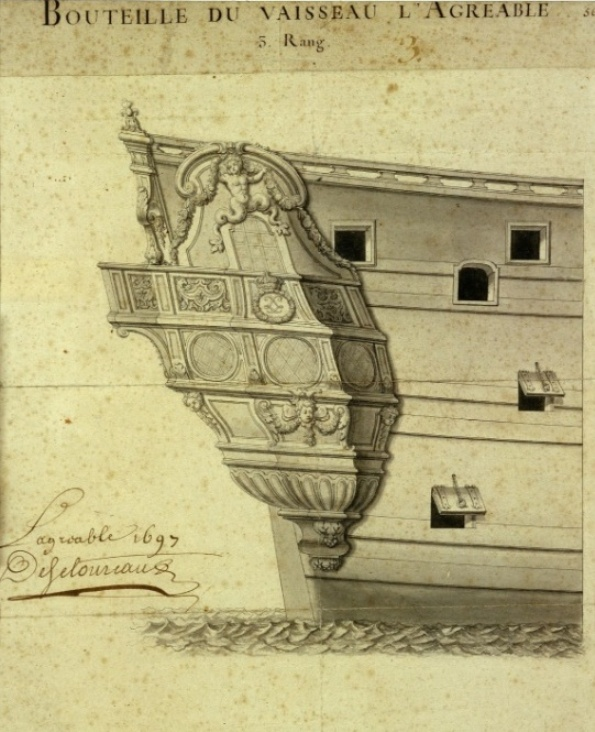
Les bouteilles de l’Agréable.
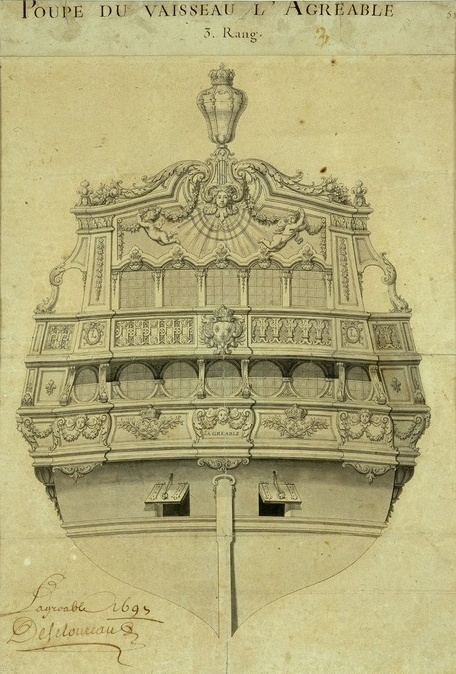
Les sculptures du gaillard arrière.

### Les missions outre-mer (1699 – 1705)

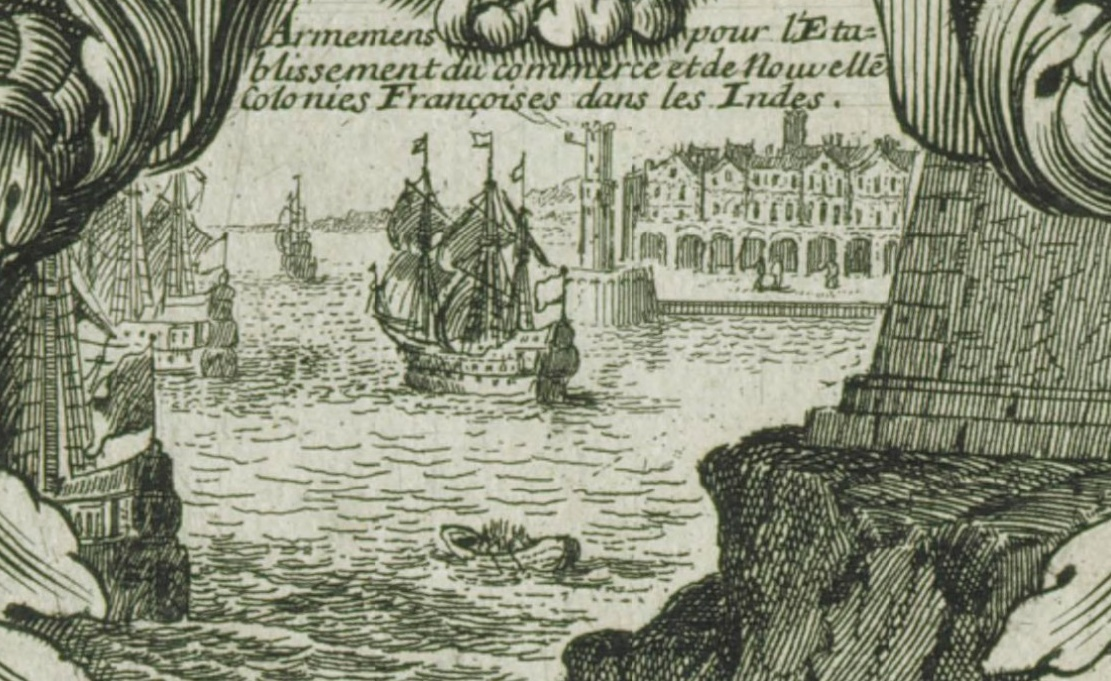
Vaisseaux partant pour les Indes vers 1700. L’Agréable y effectue deux missions entre 1699 et 1705.

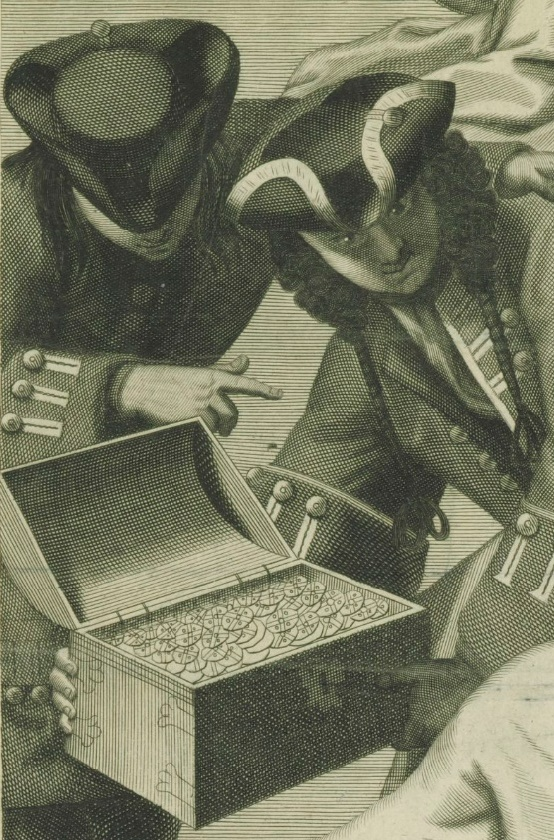
Deux soldats avec un coffre en pièces d'or ou d'argent. Entre 1700 et 1705, l’Agréable convoie ou capture aux Indes orientales d'importantes sommes en métaux précieux.

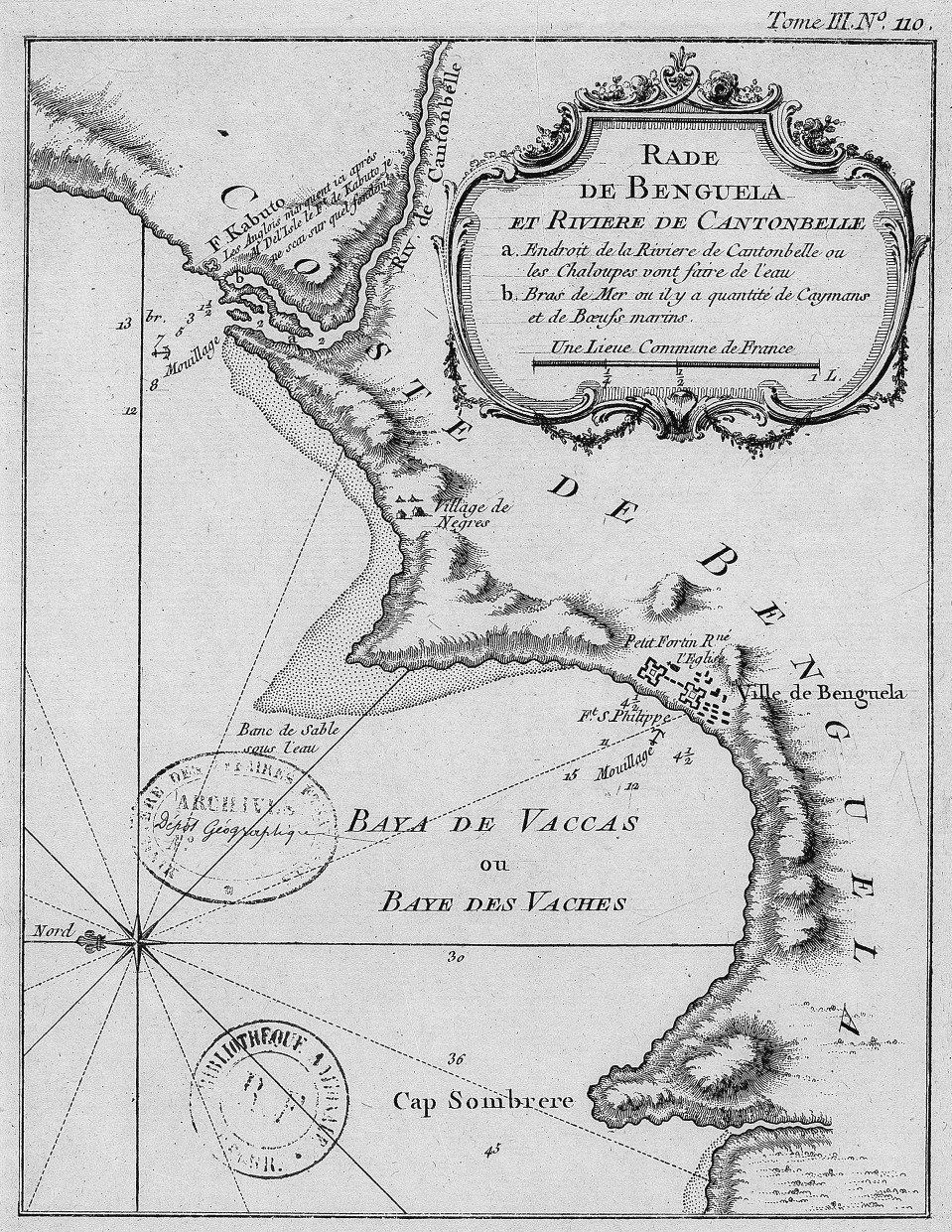
Plan de la rade et du fort portugais de Benguela, que contribue à détruire l’Agréable lors de son ultime mission.

#### La première mission aux Indes orientales (1699 - 1701)
Le retour de la paix, en 1697, permet à la France de récupérer en Asie son comptoir de Pondichéry, mais il faut y rétablir les affaires de la Compagnie des Indes orientales qui ont beaucoup souffert de la guerre. Pendant quelques années, une demi-douzaine de bâtiments reçoivent pour mission d’y accompagner les navires de la Compagnie pour les protéger où établir de nouveaux comptoirs. La région reste dangereuse car même en temps de paix les différentes compagnies de commerce européennes sont toujours rivales. Les saisies de navires et les combats ne sont pas rares et il y a également la menace des pirates, toujours nombreux le long des côtes d’Afrique de l’Est ou de l’Inde.[réf. nécessaire]
En 1699, l’Agréable, qui est maintenant commandé par le capitaine de Châteaumorant, part de Lorient (le port de la Compagnie des Indes) pour Pondichéry avec un petit vaisseau de 40 canons, la Mutine. Il a ordre de pourchasser les forbans anglo-hollandais qui infestent les côtes du Siam. Châteaumorand a aussi pour mission, sous le sceau du secret, et avec un équipage trié sur le volet, de ramener en France une importante cargaison d’or et d’argent.
Au retour, près de l’île de Bourbon, l’Agréable est attaqué et livre un très dur combat pour se dégager (l’adversaire reste inconnu). Châteaumorand, blessé, doit laisser son second, Fontenay de Montreuil, prendre le commandement et faire escale sur l’île pour réparer les dommages du vaisseau. Par précaution, Fontenay de Montreuil décide d’enterrer la cargaison pour la récupérer plus tard avec des moyens plus puissants. L’Agréable rentre donc à vide sur Lorient, mais le déclenchement d'une nouvelle guerre générale en 1702 fait oublier le métal précieux dans sa cachette où il se trouverait encore de nos jours.

#### La mission aux Antilles (1702)
En 1702 l’Agréable passe sous le commandement du chevalier de Roucy et intègre la petite escadre de six vaisseaux aux ordres de l’un des meilleurs marins de Louis XIV : Jean-Baptiste du Casse. L’Espagne est maintenant alliée de la France face à l’Angleterre et à la Hollande, mais Madrid n’a plus qu’une poignée de navires pour assurer la sécurité des liaisons avec son immense empire aux Amériques. La tâche incombe donc à la marine de Louis XIV. C’est ainsi que Du Casse reçoit pour mission d’aller à la Corogne y faire sa jonction avec des transports devant embarquer 2 000 soldats espagnols ainsi que de hautes personnalités à destination du Mexique[réf. nécessaire] (le duc d’Albuquerque, sa famille, ses domestiques et de nombreux religieux).
Une importante force anglaise qui patrouille dans le secteur n’osant pas engager le combat, Du Casse peut passer et arrive à Porto-Rico le 8 août 1702. Ayant détaché deux de ses vaisseaux vers Vera Cruz pour y escorter le duc et sa suite, il se retrouve en infériorité lorsque le 29 août il rencontre les sept vaisseaux de John Benbow sur les côtes colombiennes, près de Santa Marta. Malgré ses quatre unités totalisant seulement 258 canons contre les 398 de Benbow, Du Casse décide de faire face, alignant même une frégate, un brûlot et une flûte pour étoffer sa ligne. L’Agréable occupe la deuxième position dans le dispositif, derrière le vaisseau-amiral l’Heureux de Du Casse.
Benbow essaye d’attaquer à la nuit tombante, mais est repoussé, sans que l’Agréable ait été engagé dans l’action. Il relance son attaque le 1er septembre, en accentuant ses efforts sur le Phénix, un vaisseau de 60 canons que secondait l’Agréable. Après plus de trois heures trente de canonnade, il est repoussé, un bâtiment anglais de 50 canons se retrouvant hors de combat (le Ruby). La poursuite, cependant, continue encore plusieurs jours. Du Casse place l’Agréable en tête de sa formation, qui subit une nouvelle attaque le 2 septembre. Le vaisseau, démâté, se retrouve en perdition, mais il est secouru à temps (l’Apollon). Heureusement pour les Français, Benbow n’est pas obéi par une partie de ses capitaines qui se tiennent à l’écart des combats, si bien que Du Casse réussit à faire son entrée dans Carthagène le 4 septembre. Son rapport dit que le chevalier de Roucy, sur l’Agréable, a combattu « en héros ». Séduit, Du Casse lui offre sa fille en mariage avec 1 200 livres de dot.

#### La seconde mission aux Indes orientales (1704 - 1705)
Au printemps 1704, l’Agréable repart pour les Indes orientales. Comme lors de sa première mission en 1699, il est accompagné du petit vaisseau de 40 canons la Mutine pour y escorter deux navires de la Compagnie des Indes. L’Agréable est maintenant sous les ordres du baron Robeck de Pallières et fait fonction une nouvelle fois de vaisseau-amiral car c’est lui le mieux armé. Le 12 novembre, les quatre bâtiments se retrouvent sur les côtes de l’Inde, entre Goa et Cannanore, face à deux frégates de vingt-huit et vingt-quatre canons accompagnées d’un gros navire de l’Hindoustan. Il s’agit de Portugais, contre qui il faut engager le combat car le Portugal a rejoint l’Angleterre contre la France et l’Espagne. Ayant fait mine de se rendre, les Portugais tirent sur les chaloupes venues les amariner ce qui oblige De Pallières à les cribler de coups et à menacer de les pendre pour les forcer à mettre pavillon bas. Il brûle le plus fortement armé des navires, fait jeter à la mer les canons du second et le laisse repartir vers Goa avec les deux équipages, ne gardant que le navire hindou.
Le 13 janvier 1705, par le travers de Gondelour, l’Agréable se retrouve face à un gros vaisseau hollandais, le Phoenix d’Or, monté par un équipage d’élite car transportant à Nagapattinam le commissaire général de la côte de Coromandel. De Pallières n’a que 48 canons alors que le Hollandais en aligne 54. Le combat qui s’ensuit témoigne néanmoins de l’Agréable (qui tire au corps) prendre le dessus sur le Phoenix d’Or (qui tire sur les agrès). Le Phoenix d’Or perd son capitaine, son commissaire de bord ainsi qu’une cinquantaine d’hommes et doit baisser pavillon. La prise est considérable : il y a à bord un demi-million de marchandises dont un coffre-seul qui contient 250 000 livres en or. Quatre jours après, la division française arrive à Pondichéry qu’elle sauve d’une attaque imminente car le gouverneur François Martin peut négocier la libération du commissaire général hollandais Bernard Phoonsen, contre une trêve.
Le 21 février 1705, De Pallières appareille pour la France avec sa petite division. Il fait escale à l’île de Bourbon, double le cap de Bonne-Espérance en avril et se retrouve, le 11 juin, devant le petit fort portugais de Benguela, (sur la côte de l’actuelle Angola). Décision est prise de l’attaquer. Le commandant du fort refusant de se rendre et faisant tirer sur les vaisseaux, il faut le bombarder et organiser un débarquement avec 250 hommes. Les Portugais s’enfuient dans l’arrière-pays en incendiant le fort et les marchandises en dépôt, privant ainsi les Français de toute espérance de butin. De Pallières n’ayant plus aucun contact avec eux, il décide de faire sauter ce qui restait du fort et incendie la ville. Un brigantin portugais se présentant devant la place sans savoir qu’elle a changé de main est capturé et incendié. Le 30 juin, la petite division quitte les lieux, fait escale à Vigo et arrive enfin à Port-Louis au mois d’octobre. L’inventaire des prises clôture la campagne. C’est un armement mixte donc corsaire : le comte de Toulouse, qui a investi dans l’opération, a droit à 10 % de la prise du Phoenix d’Or.

### Les dernières années (1705 - 1717)
Les auteurs ne mentionnent plus l’Agréable dans les dernières opérations de la guerre, alors que celle-ci ne se termine qu’en 1713 avec l’Angleterre et la Hollande. Il reste stationné deux ans à Port-Louis, qui n’est pas réellement un port de guerre. Un rapport de 1706 le dit « en radoub, vieux ». Opération qui n'est effectuée semble-t-il qu’en 1708, lorsqu’il est transféré sur Brest.
Les croisières lointaines l’ont beaucoup fatigué. Le rapport remis en 1708 le décrit comme « fort vieux et arqué ». Sa quille, qui a beaucoup travaillé sous les effets conjugués de la houle et de la mâture est maintenant recourbée vers l’intérieur, c'est-à-dire que les extrémités sont plus basses que le milieu du navire. Cette déformation est commune à nombre de vieux vaisseaux et annonce généralement leur fin. En 1711, 40 ans après son entrée en service, l’Agréable est réduit à l’état de ponton à Brest. Condamné en 1715, il est mis à la casse en 1717.

## La maquette del’Agréableau Musée national de la Marine
Le Musée national de la Marine à Paris détient un modèle réduit de l’Agréable. Il est réalisé vers 1836 par le maquettiste Jean-Baptiste Tanneron sur les documents d’époque. L’œuvre, construite à l’échelle 1/40e, n’a pas de gréement ni d’artillerie, le maquettiste ayant surtout porté ses efforts sur la reproduction des décorations de la proue et de la poupe d’après les dessins du maître Jean Bérain.

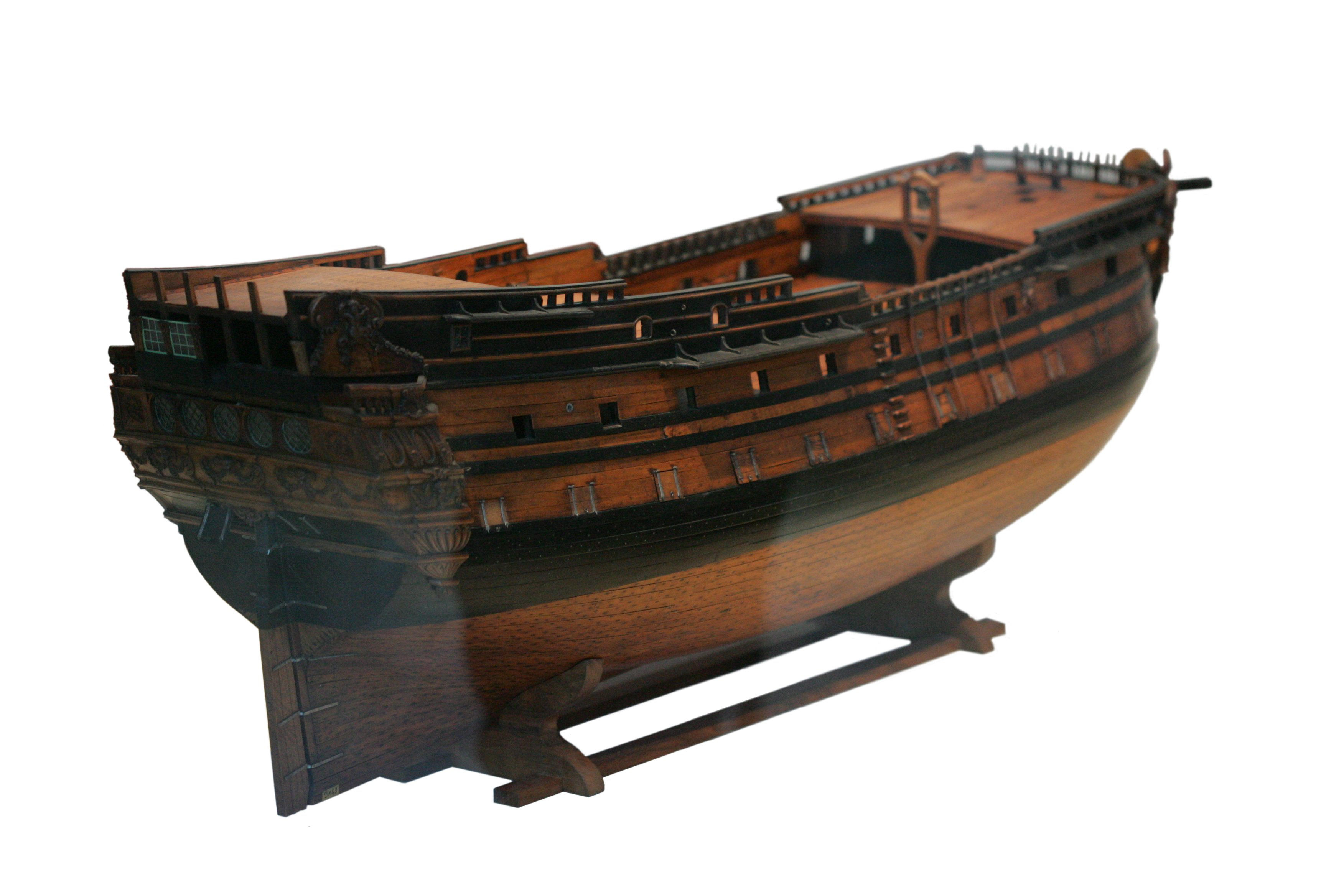
Vue générale arrière de l’Agréable côté tribord. Modèle au 1/40e. Musée de la Marine, Paris.
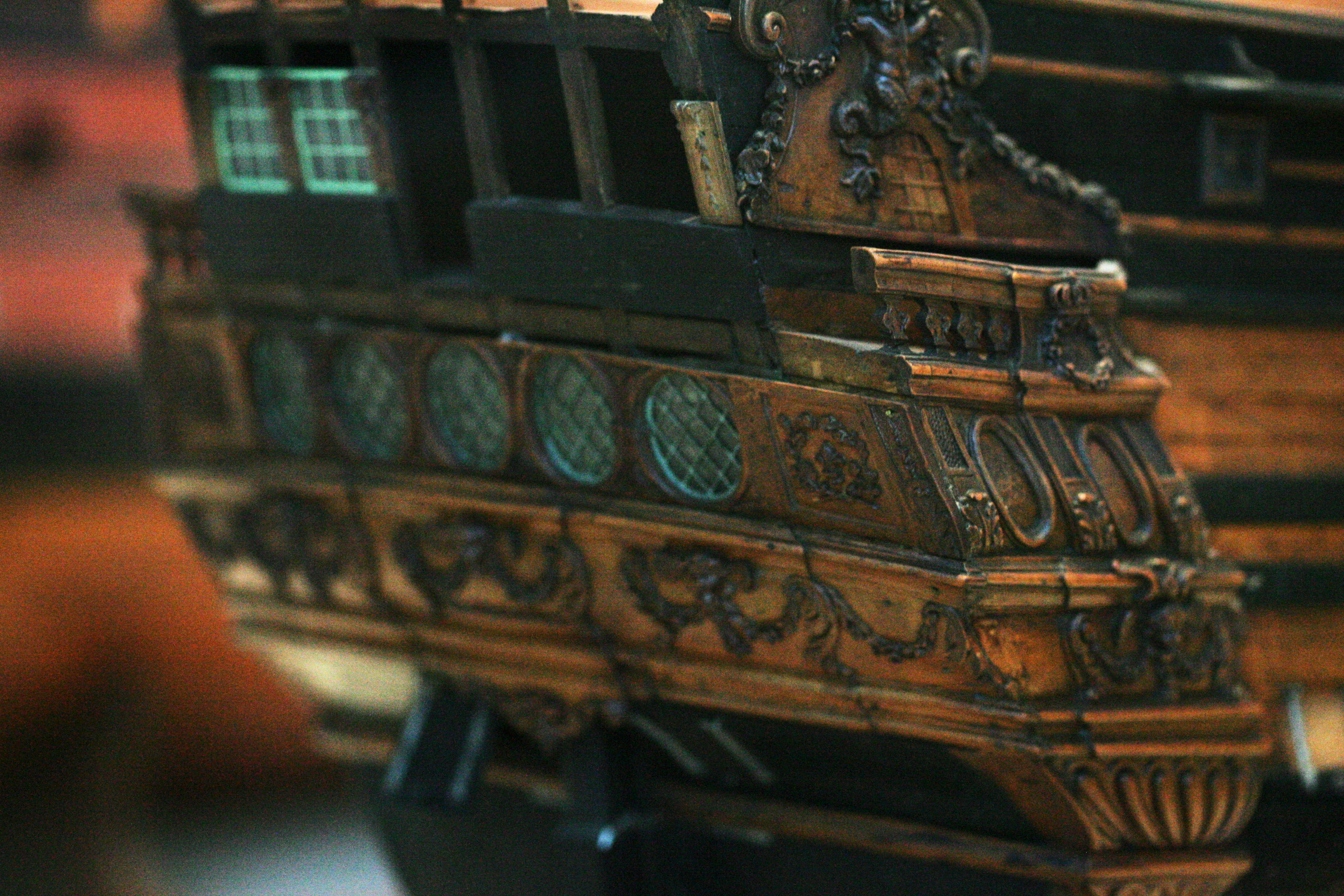
Vue sur le gaillard arrière où se réunissaient et où étaient logés les officiers.
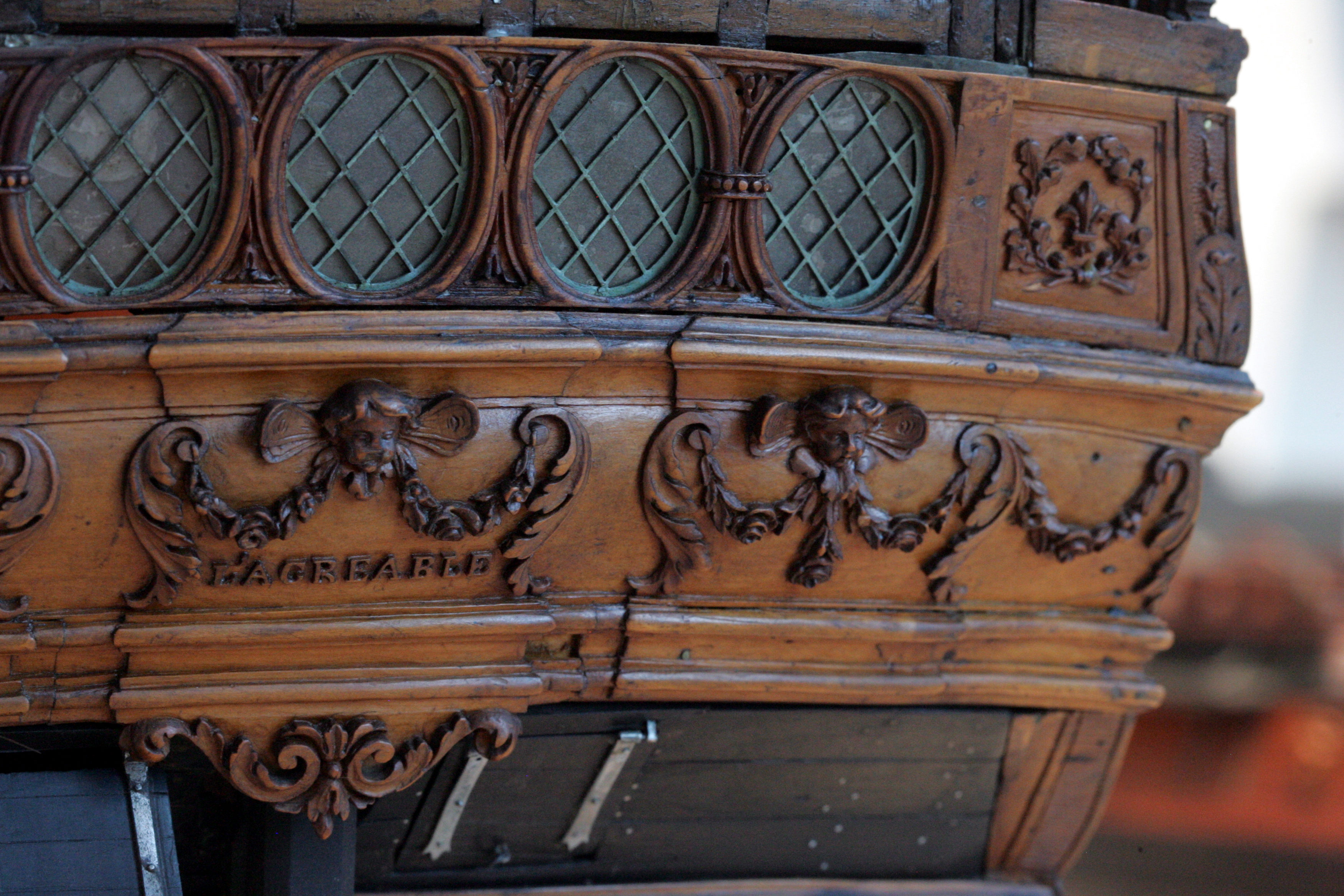
Vue détaillée sur les sculptures du gaillard arrière, d’après les dessins de Jean Bérain.
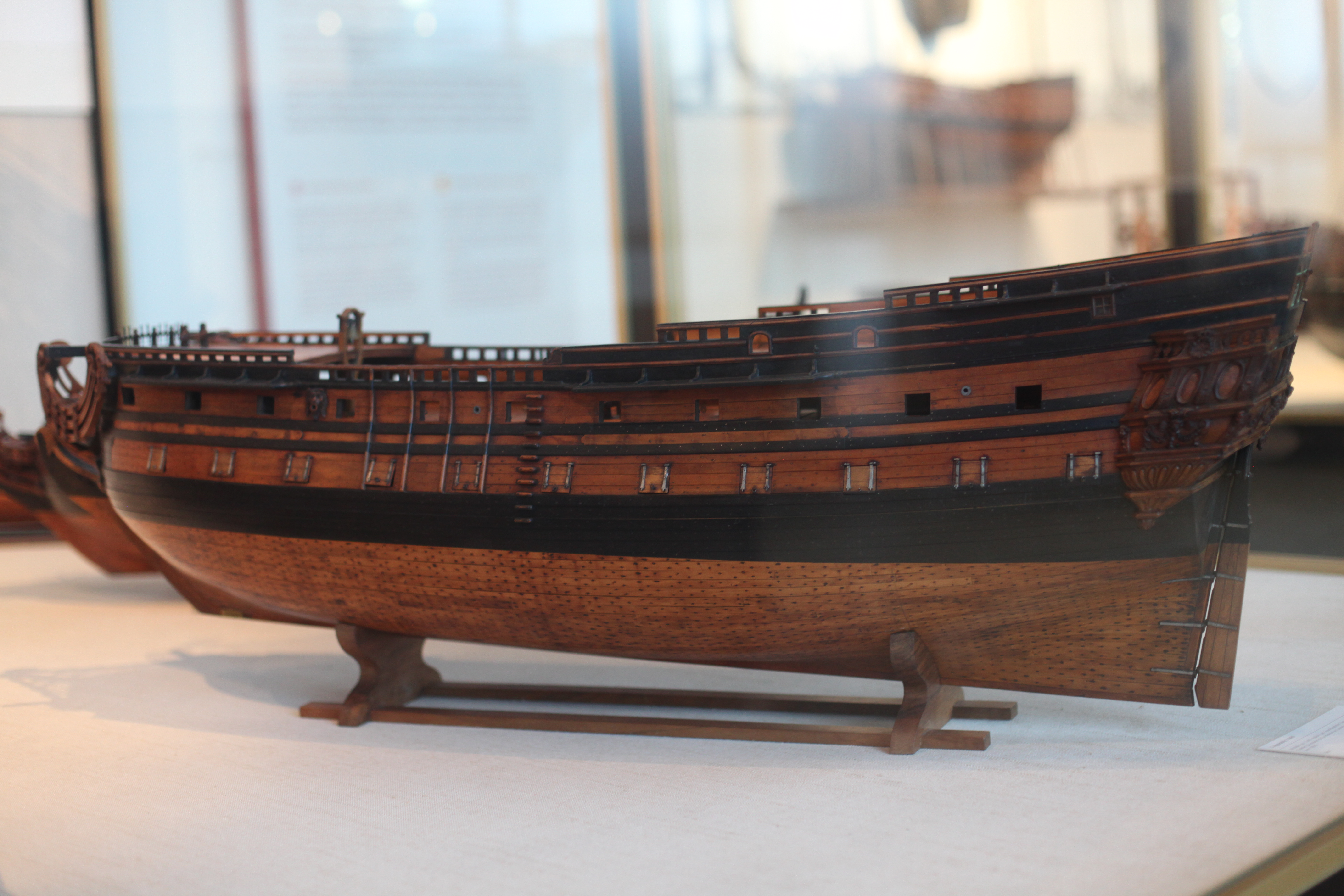
Vue générale bâbord de l’Agréable permettant de juger de sa puissance de feu sur deux-ponts.

### Ouvrages récents
- Martine Acerra et André Zysberg, L'essor des marines de guerre européennes : vers 1680-1790, Paris, SEDES, coll. « Regards sur l'histoire » (no 119), 1997, 298 p. [détail de l’édition] (ISBN 2-7181-9515-0, BNF 36697883)
- Lucien Bély (dir.), Dictionnaire Louis XIV, éditions Robert Laffont, coll. « Bouquins », 2015, 1405 p. (ISBN 978-2-221-12482-6).
- Alain Boulaire, La Marine française : De la Royale de Richelieu aux missions d'aujourd'hui, Quimper, éditions Palantines, 2011, 383 p. (ISBN 978-2-35678-056-0)
- Olivier Chaline, La mer et la France : Quand les Bourbons voulaient dominer les océans, Paris, Flammarion, coll. « Au fil de l’histoire », 2016, 560 p. (ISBN 978-2-0813-3327-7)
- Alain Demerliac, La Marine de Louis XIV : nomenclature des vaisseaux du Roi-soleil de 1661 à 1715, Nice, Omega, 1992, 292 p. (ISBN 2-906381-15-2).
- Patrice Hoffschir, L’île de la Réunion : Un coffre-fort de 2 500 km2, Ile Maurice, Mauritius Printing Specialists (Pte) Ltd, 2002, 115 p.
- Guy Le Moing, Les 600 plus grandes batailles navales de l'Histoire, Marines Éditions, 2011 (ISBN 978-2-35743-077-8).
- John A. Lynn, Les Guerres de Louis XIV, éditions Perrin, coll. « Tempus », 2014, 561 p. (ISBN 978-2-262-04755-9).
- Jean Meyer et Martine Acerra, Histoire de la marine française : des origines à nos jours, Rennes, Ouest-France, 1994, 427 p. [détail de l’édition] (ISBN 2-7373-1129-2, BNF 35734655)
- Rémi Monaque, Une histoire de la marine de guerre française, Paris, éditions Perrin, 2016, 526 p. (ISBN 978-2-262-03715-4)
- Jean-Michel Roche (dir.), Dictionnaire des bâtiments de la flotte de guerre française de Colbert à nos jours, t. 1, de 1671 à 1870, éditions LTP, 2005, 530 p. (ISBN 2-9525917-0-9, lire en ligne).
- Jean-Michel Roche (dir.), Commandants, états-majors et activité des bâtiments de la Marine française, t. 1, 1661-1689, éditions LTP, 2019, 540 p. (ISBN 2-9525917-5-X, lire en ligne).
- Étienne Taillemite, Dictionnaire des marins français, Paris, Tallandier, coll. « Dictionnaires », octobre 2002, 537 p. [détail de l’édition] (ISBN 978-2847340082)
- Michel Vergé-Franceschi (dir.), Dictionnaire d'Histoire maritime, éditions Robert Laffont, coll. « Bouquins », 2002, 1508 p. (ISBN 2-221-08751-8 et 2-221-09744-0).
- Patrick Villiers, Jean-Pierre Duteil et Robert Muchembled (dir.), L'Europe, la mer et les colonies : XVIIe – XVIIIe siècle, Paris, Hachette supérieur, coll. « Carré histoire », 1997, 255 p. (ISBN 2-01-145196-5).
- Patrick Villiers, La France sur mer : De Louis XIII à Napoléon Ier, Paris, Fayard, coll. « Pluriel », 2015, 286 p. (ISBN 978-2-8185-0437-6)

### Ouvrages anciens
- Charles La Roncière, Histoire de la Marine française : La Guerre de Trente Ans, Colbert, t. 5, Paris, Plon, 1920, 822 p. (lire en ligne).
- Charles La Roncière, Histoire de la Marine française : Le crépuscule du Grand règne, l’apogée de la Guerre de Course, t. 6, Paris, Plon, 1932, 674 p. (lire en ligne).
- Edmond Pâris, Collection de plans ou Dessins de navires et de bateaux anciens et modernes, existants ou disparus : avec les éléments numériques nécessaires à leur construction, t. 3, Paris, Gauthier-Villars, 1886, 128 p. (lire en ligne).
- Onésime Troude, Batailles navales de la France, t. 1, Paris, Challamel aîné, 1867-1868, 453 p. (lire en ligne).